# Отцеп

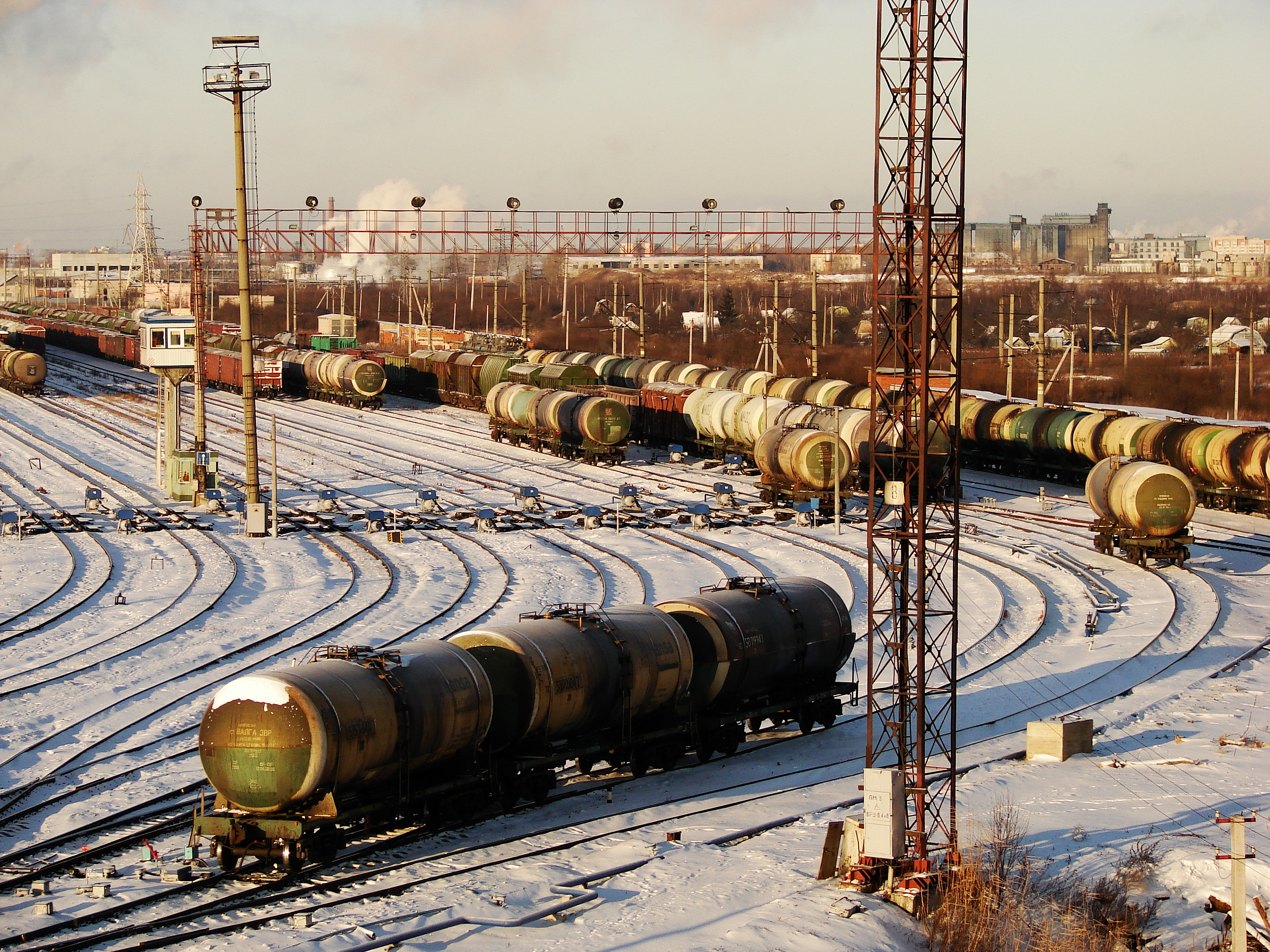
Отцеп из трёх цистерн и отцепы из одиночных вагонов движутся в сортировочный парк

Отцеп — вагон или группа сцепленных между собой вагонов одного назначения, отделяемая от состава в процессе его расформирования.

## Основные характеристики
Важными характеристиками отцепа являются:
- весовая категория
- длина отцепа
- сопротивление движению

Эти характеристики используются при управлении маршрутами на сортировочной горке и скоростью движения отцепа.
Весовая категория — отношение веса отцепа к числу его осей, определяемая взвешиванием каждой его оси при проследовании через весомерное устройство.
Длина отцепа оценивается числом его осей, измеряется специальным устройством или определяется по данным, содержащимся в натурном листе поезда.
Сопротивление движению, которое испытывает отцеп при движении, обусловливается его ходовыми
свойствами, состоянием пути, стрелок, стыков и криволинейных участков, а также характеристиками окружающей среды (температурой, влажностью  воздуха, атмосферным давлением).

## Оптимизация роспуска
Увеличение числа вагонов в отцепе позволяет сократить время на расформирование и формирование состава, повысить производительность сортировочной горки. Для укрупнения отцепов применяется календарное планирование погрузки немаршрутизируемых грузов по назначениям плана формирования по дням недели, проводятся другие мероприятия.